# Maryna V"jazovs'ka
Maryna Serhiïvna V"jazovs'ka (in ucraino Марина Сергіївна В'язовська?; 1984) è una matematica ucraina che, nel 2016, ha risolto il problema dell'impacchettamento di sfere nella dimensione 8 e, in collaborazione con altri, in dimensione 24. 
In precedenza, il problema era stato risolto solo per tre o meno dimensioni, e la prova della versione tridimensionale (la congettura di Keplero) comportava lunghi calcoli al computer. Al contrario, la dimostrazione di Viazovska per le dimensioni 8 e 24 è stata considerata "incredibilmente semplice". Nel 2022 è stata tra i vincitori della medaglia Fields.

## Biografia
Come studentessa presso la Taras Shevchenko National University di Kiev, Viazovska ha partecipato al Concorso internazionale di matematica per studenti universitari nel 2002, 2003, 2004 e 2005 ed è stata una dei vincitori del primo posto nel 2002 e nel 2005. Si è laureata presso l'Istituto di Matematica dell'Accademia Nazionale delle Scienze dell'Ucraina nel 2010 ottenendo un master dell'Università di Kaiserslautern e un dottorato (Dr. rer. Nat.) presso l'Università di Bonn nel 2013. La sua tesi di dottorato, Funzioni modulari e Cicli speciali, riguarda la teoria analitica dei numeri ed è stata supervisionata da Don Zagier e Werner Müller.

## Carriera accademica
È stata ricercatrice post-dottorato presso la Berlin Mathematical School e l'Università Humboldt di Berlino e Minerva Distinguished Visitor presso l'Università di Princeton. Da gennaio 2018 è docente alla Scuola politecnica federale di Losanna in Svizzera, dopo un breve periodo come professore assistente.
Oltre che per il suo lavoro sull'impacchettamento di sfere, Viazovska è nota anche per le sue ricerche sui disegni sferici. Insieme a Bondarenko e Radchenko ha dimostrato una congettura di Korevaar e Meyers sull'esistenza di piccoli progetti in dimensioni arbitrarie. Questo risultato è stato uno dei contributi per i quali il suo coautore Andriy Bondarenko ha vinto il Premio Vasil A. Popov per la teoria dell'approssimazione nel 2013. Nel 2016 ha ricevuto il Premio Salem e, nel 2017, il Clay Research Award e il Premio SASTRA Ramanujan per il suo lavoro sull'impacchettamento di sfere e sulle forme modulari. A dicembre 2017, le è stato assegnato il premio New Horizons 2018 in matematica "per la notevole applicazione della teoria delle forme modulari nel problema dell'imballaggio della sfera". È stata relatrice invitata al Congresso internazionale dei matematici del 2018. Per il 2019 le è stato assegnato il premio Ruth Lyttle Satter in Matematica.

## Pubblicazioni (selezione)
- Optimal asymptotic bounds for spherical designs, Second Series, vol. 178, 2013, DOI:10.4007/annals.2013.178.2.2, MR 3071504, arXiv:1009.4407.
- The sphere packing problem in dimension 8, vol. 185, 2017, DOI:10.4007/annals.2017.185.3.7, arXiv:1603.04246.
- The sphere packing problem in dimension 24, vol. 185, 2017, DOI:10.4007/annals.2017.185.3.8, arXiv:1603.06518.
- Universal optimality of the E8 and Leech lattices and interpolation formulas, 2019, Bibcode:2019arXiv190205438C, arXiv:1902.05438.

## Premi
- Salem Prize (2016)
- Clay Research Award (2017)
- Premio SASTRA Ramanujan (2017)
- New Horizons 2018 in matematica  (2017)
- Premio Ruth Lyttle Satter in matematica (2019)
- Medaglia Fields (2022)